# المبرهنة الأساسية في نظرية غالوا
في الرياضيات، المبرهنة الأساسية في نظرية غالوا هي نتيجة تصف بُنى أنواع خاصة من امتدادات الحقول.